# Sionikatedralen
Sionikatedralen (georgiska: სიონის ღვთისმშობლის მიძინების ტაძარი) är en georgisk-ortodox katedral i Georgiens huvudstad, Tbilisi. Enligt en medeltida georgisk tradition ska kyrkor namnges efter platser i det heliga landet, Sionikatedralen har således fått sitt namn ifrån berget Sion i Jerusalem. Den är vanligen känd som Tbilisis Sionikatedral för att skilja den från andra kyrkor med namnet Sioni.
Katedralen ligger på Sioni Kucha (Sionigatan) i centrala Tbilisi och dess östra fasad ligger mittemot Kurafloden. Den byggdes ursprungligen på 500- och 600-talet, men sedan dess har den förstörts av utländska invasioner och återuppbyggts flera gånger. Den nuvarande katedralen är baserad på en version från 1200-talet men har förändrats lite under 1600- till 1800-talet. Sionikatedralen var Georgiens huvudsakliga ortodoxa kyrka fram tills Samebakatedralen invigdes 2004.

## Begravda
Sionikatedralen är gravplats för många anmärkningsvärda personer inom kyrkan:
- Kyrion II,
- Leonid av Georgien,
- Ambrosius av Georgien,
- Christophorus III av Georgien,
- Callistratus av Georgien,
- Melchizedek III av Georgien,
- Efraim II av Georgien,
- David V av Georgien